# Cophanta anthracina
Cophanta anthracina là một loài bướm đêm trong họ Noctuidae.